# 勒通费
勒通费（法語：Retonfey，法語發音：[ʁətɔ̃fɛ]）是法国摩泽尔省的一个市镇，属于梅斯区。

## 地理
勒通费（49°8'10"N, 6°18'19"E）面积9.77 平方千米，位于法国大東部大區摩泽尔省，该省份为法国东北部内陆省份，是洛林的一部分，西南接默尔特-摩泽尔省，东临下莱茵省，北与卢森堡和德国接壤。
与勒通费接壤的市镇（或旧市镇、城区）包括：莱塞唐、格拉蒂尼、努瓦斯维尔、圣巴尔布、塞尔维尼-莱圣巴尔布、尼德河畔锡伊、科利尼-迈兹里、奥日-蒙图瓦-弗朗维尔。

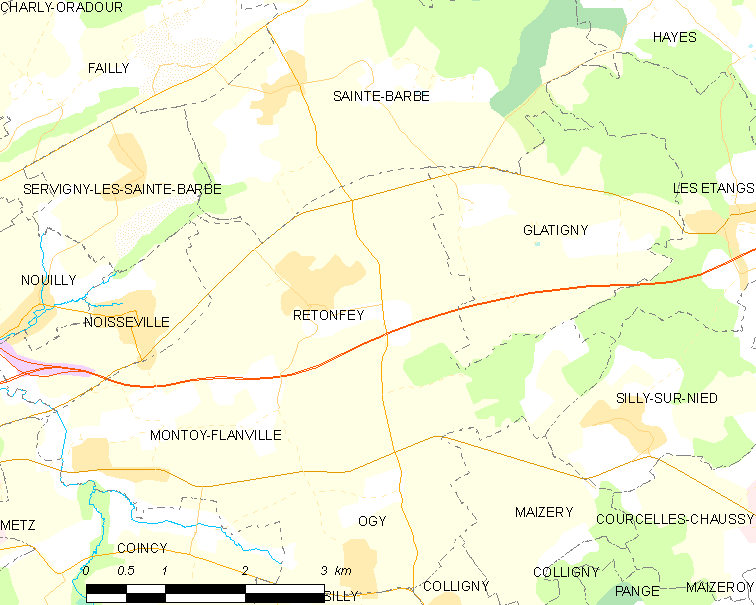
勒通费的OSM定位图

勒通费的时区为UTC+01:00、UTC+02:00（夏令时）。

## 行政
勒通费的邮政编码为57645，INSEE市镇编码为57575。

## 政治
勒通费所属的省级选区为梅斯地区县。

## 人口

1962-2008年间勒通费人口变化图示

勒通费于2022年1月1日时的人口数量为1332人。